# ماري واشبورن
ماري واشبورن (بالإنجليزية: Mary Washburn)‏ هي منافسة ألعاب القوى أمريكية، ولدت في 4 أغسطس 1907 في هادسون فالس في الولايات المتحدة، وتوفيت في 2 فبراير 1994 في ويماوث في الولايات المتحدة.

## وصلات خارجية
- ماري واشبورن على موقع أوليمبيديا (الإنجليزية)